# Suwallia thoracica
Suwallia thoracica är en bäcksländeart som först beskrevs av Okamoto 1912.  Suwallia thoracica ingår i släktet Suwallia och familjen blekbäcksländor. Inga underarter finns listade i Catalogue of Life.